# Frank Degen
Frank Degen (* 28. Februar 1954 in Berlin) ist ein deutscher Polizist und Politiker (REP).
Degen besuchte eine Realschule und wurde 1971 Polizeibeamter. Er trat 1987 der Partei bei und wurde 1989 auf Platz neun der REP-Landesliste ins Abgeordnetenhaus von Berlin gewählt. Bei der folgenden Wahl zum Abgeordnetenhaus von Berlin 1990 erreichte die Partei nicht die Sperrklausel. Er war zeitweise Vorsitzender der REP-Fraktion im Abgeordnetenhaus und übernahm nach der Absetzung des Polizisten Bernhard Andres im September 1989 auch kommissarisch das Amt des Landesvorsitzenden. Dieses wurde später vom Rechtsanwalt Carsten Pagel übernommen.